# Plants vs. Zombies
Plants vs. Zombies (zkráceně PvZ) je videohra, jež byla vydána 5. května 2009 společností PopCap Games. Jedná se o strategickou hru pro jednoho hráče žánru tower defense, jejímž cílem je ubránit se před vlnou zombies tím, že hráč staví "obranné věže" a ty pak na již zmíněné zombies útočí.

## Historie a vývoj
Celé to začalo když se George Fan rozhodl, že by jeho hra Insaniquarium měla mít pokračování. Zprvu se mělo doopravdy jednat o druhý díl hry Insaniquarium, jelikož zrovna vyšla nová konzole Nintendo DS a on chtěl využít dvou displejů a mít tak akvária ve hře dvě. V době vytváření nové hry měl ale v oblibě tower defense mody hry Warcraft III, a tak se dostal k myšlence vytvoření jeho vlastní tower defense hry. Rostliny jakožto "obranné věže" byly jasné od začátku, avšak nepřáteli původně měli být mimozemšťané. Krom toho se hře původně mělo říkat Weedlings, se změnou mimozemšťanů na zombíky se název změnil na Plants vs. Zombies.
George Fan byl silný individualista a hru chtěl vytvářet sám. Studio PopCap Games ho nicméně přesvědčilo, že bude výrazně jednodušší hru dokončit jako jejich zaměstnanec. A tak 1. dubna 2009 spatřila světlo světa písnička "Zombies on Your Lawn" od zpěvačky Laura Shigara, která měla představit a propagovat hru Plants vs. Zombies. O tři týdny později vyšla demo verze hry, kdy hráč měl třicet minut na to si hru vyzkoušet. Šest týdnů nato, 5. května 2009, pak vyšla plná verze pro PC a Mac.
Společnost Electronic Arts 12. července 2011 na základě viditelného úspěchu hry Plants vs. Zombies odkoupila studio PopCap Games za 750 milionů dolarů a započala tak nekonečné vydávání nových pokračování hry. EA chtěla z Plants vs. Zombies 2 udělat "pay-to-win" hru, s čímž George Fan nesouhlasil a byl vyhozen. Od té doby vyšlo nespočet dalších verzí hry, s těmi ale už George Fan nemá absolutně nic společného.

## Hratelnost a konkrétní rostliny
Hráče celou hrou provází Šílený Dave, jehož dům se snaží ochránit před vlnami zombíků. Toho lze docílit strategickým sázením různých rostlin, které na zombíky útočí.
Z nebe po dobu hry padají tzv. sluníčka, za která se dají pořídit buď "Slunečnice" (anglicky "Sunflower") , které produkují další sluníčka, nebo rostliny fungující jako obrana. Mezi ně patří například "Hrachostřelec" (anglicky "Peashooter"), který po zombících, jak název napovídá, vystřeluje kuličky hrášku. Dále pak "Ořech" (anglicky "Wall-Nut"). Ten je jakousi zábranou pro zombíky, kteří se za něj jen tak nedostanou, ale pomalu ho ujídají a po nějaké době ho stejnak snědí celý, nicméně pro zpomalení funguje skvěle. A v neposlední řadě "Bramorová bomba" (anglicky "Potato Mine"), která je považovaná za jednu z nejdůležitějších rostlin z celé hry. Funguje jako past, kterou hráč umístí na hrací pole a čeká, než "vyroste". V moment, kdy s ní zombík přijde do kontaktu, bomba vybouchne a zombík ihned umírá.
Hlavní hra končí tak, že se hráč setkává s doktorem "Zomboss". Po jeho porážce získává stříbrnou trofej Slunečnice a dokončuje tak hlavní hru. 